# Ketzerbachtal

Ligging van de voormalige gemeente Ketzerbachtal in de Landkreis Meißen

Ketzerbachtal was een Duitse gemeente in de Saksische Landkreis Meißen. De gemeente was zetel van de Verwaltungsgemeinschaft Ketzerbachtal en vernoemd naar de Ketzerbach. De gemeente werd op 1 januari 2014 opgeheven en ondergebracht in de stad Nossen.

## Geografie
De gemeente lag centraal in de deelstaat Saksen en bestond op z'n laatst uit 27 ortsteile:
- Abend
- Bodenbach
- Gallschütz
- Gruna
- Höfgen
- Karcha
- Klessig
- Kreißa
- Leippen mit Lindigt
- Lösten
- Mutzschwitz
- Neubodenbach
- Noßlitz
- Oberstößwitz
- Pinnewitz
- Priesen
- Raußlitz
- Rhäsa
- Rüsseina
- Saultitz
- Schänitz
- Schrebitz
- Stahna
- Starbach
- Wolkau
- Zetta
- Ziegenhain

## Geschiedenis

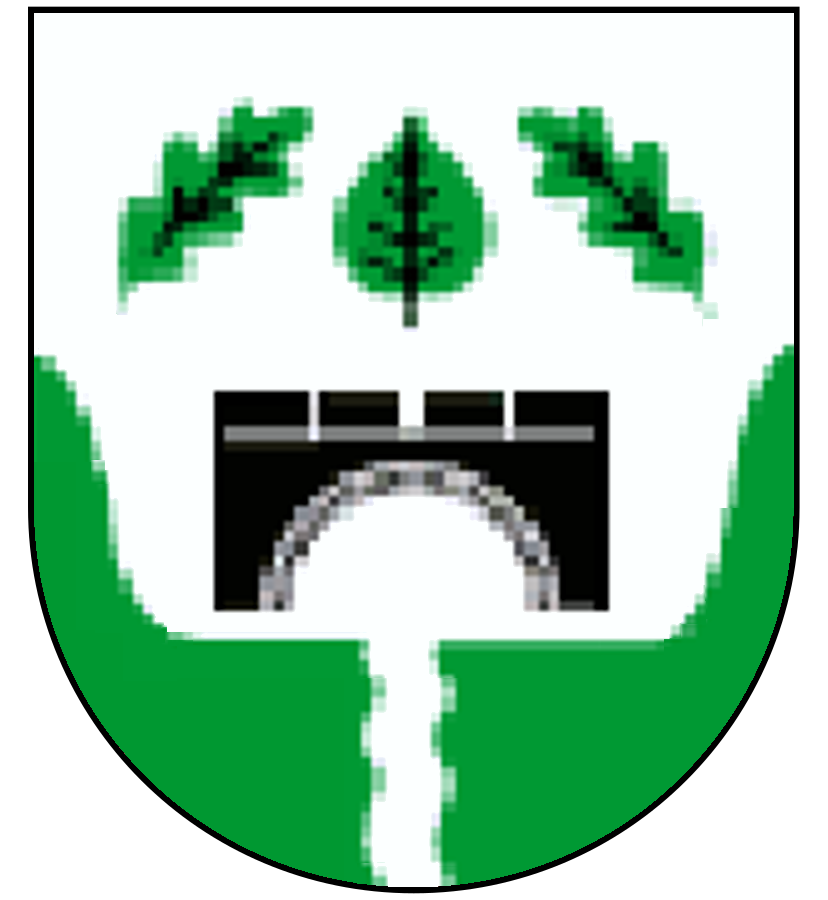
Wapen van de voormalige gemeente

De gemeente Ketzerbachtal ontstond op 1 januari 1994 uit de fusie van de toenmalige gemeenten Raußlitz, Rüsseina en Ziegenhain. Drie maanden later, op 1 maart 1994, werd de gemeente Rhäsa hieraan toegevoegd. Op 1 januari 2014 werd de gemeente opgeheven en werd zij onderdeel van de stad Nossen, zie verder aldaar.